# Sant Pere i Sant Feliu de Salo
Sant Pere i Sant Feliu és una església dintre del poblat de Salo (Sant Mateu de Bages, Bages) inclosa en l'Inventari del Patrimoni Arquitectònic de Catalunya.

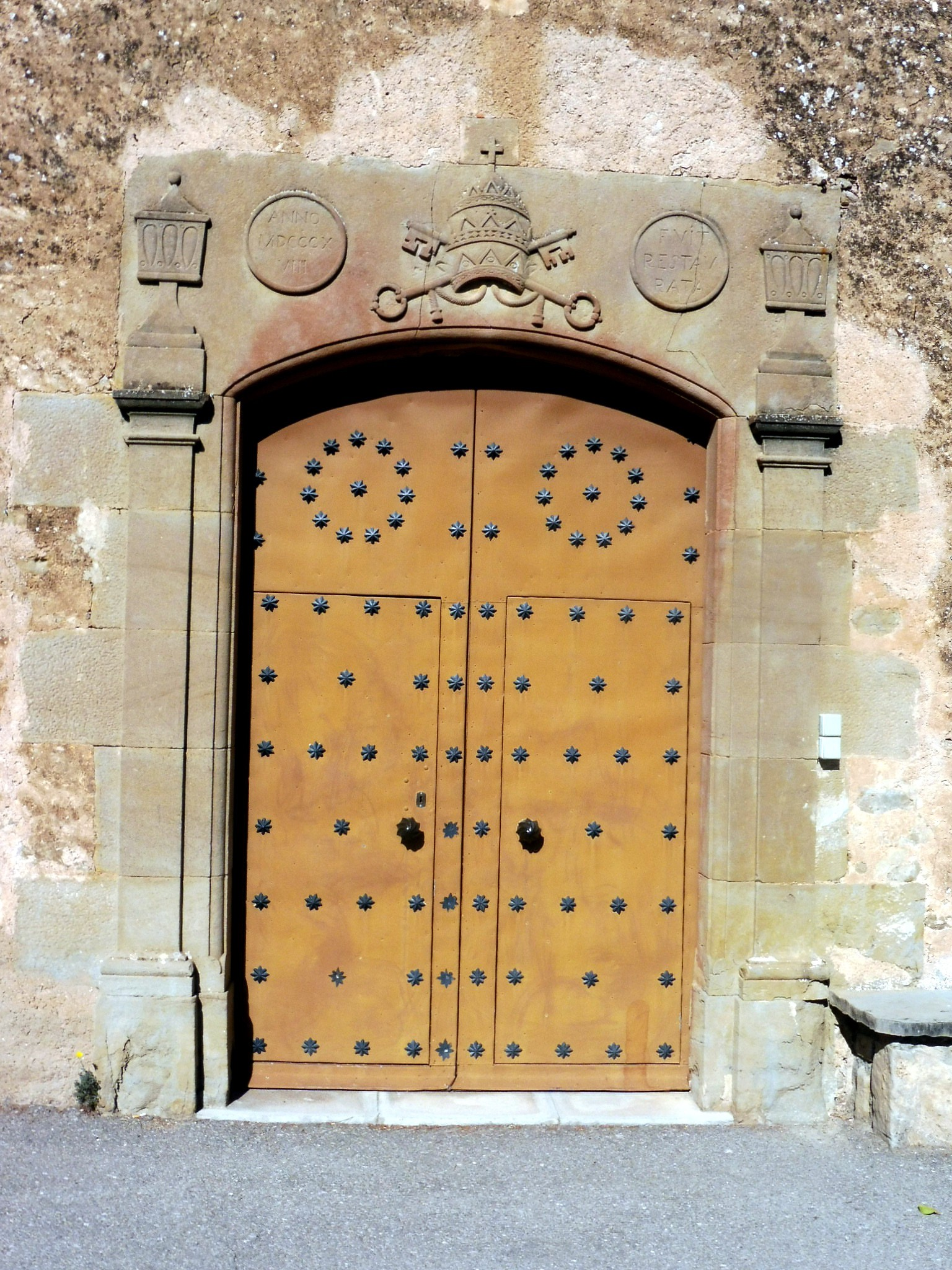
Portada

Edifici religiós al costat de les cases i amb un cementiri adossat al costat dret. Està coberta amb volta de canó simulada feta de totxo; la llinda del portal d'entrada està datada l'any 1810 i té símbols eclesiàstics representats, més amunt hi ha un òcul. Presenta una nau central i dues laterals separades per arcs de mig punt i columnes. L'altar està alçat per dos esglaons. Al cap de la nau s'alça el campanar de torre quadrada amb quatre finestres. L'any 1936 l'església va ser incendiada, deteriorant-se una gran part de la volta que s'enfonsà i altres parts. Va ser reedificada pocs anys després. A l'altar major hi ha un retaule dels sants patrons, realitzat els anys 1942-1944.